# Waldorf (Maryland)
Waldorf ist ein census-designated place im Charles County des US-Bundesstaates Maryland. Das U.S. Census Bureau hat bei der Volkszählung 2020 eine Einwohnerzahl von 81.410 ermittelt. Die Gemeindefläche beträgt 33,1 km².

## Geographische Lage
Waldorf liegt etwa in der Mitte der durch die Mündung des Potomac River und des Susquehanna River gebildeten Halbinsel, rund 30 km südlich von Washington D.C.
An den Verkehr ist Waldorf durch seine Lage an der Straße von Washington über Bowling Green nach Richmond (Virginia), die den Potomac bei La Plata (20 km südlich von Waldorf) über eine gut 2 km lange Brücke überquert (Highway 301) angebunden. Waldorf liegt außerdem an der Bahnlinie Washington/Baltimore-La Plata. Östlich des Ortes liegt der Cedarville State Forest.

## Geschichte
Vor Ankunft der Europäer lebten Indianer vom Stamm der Piscataways in der Gegend, ihre Kultur wird heute im Maryland Indian Cultural Center in Waldorf dokumentiert. Charles County wurde 1658 gegründet und nach dem dritten Lord Baltimore, Charles Calvert, benannt. Die Gegend ist bis heute durch Tabak-, Weizen-, Mais und Sojaanbau geprägt; so trägt der nächste Hafen bei La Plata den Namen Port Tobacco. Von hier stammt auch Thomas Stone, Mitunterzeichner der US-amerikanischen Unabhängigkeitserklärung. Während des Sezessionskrieges hatte der Ort mit seiner Lage in der Nähe der Grenzlinie zwischen Union und Konföderierten stark unter den Kriegsereignissen zu leiden. In Waldorf lebte auch Dr. Samuel A. Mudd (der Arzt, der 1865 dem Lincoln-Attentäter John Wilkes Booth ein verletztes Bein behandelte), heute existiert ein Museum, das sich mit dem Wirken dieses Arztes befasst. 1872 erhielt der Ort einen Eisenbahnanschluss an das Netz der Baltimore and Potomac Railroad. Der Bahnhof ("depot") erhielt den Namen "Bean Station", da die Bahnlinie durch "Beantown" führte. Durch Entscheidung der General Assembly of Maryland wurde der Ort 1880 in "Waldorf" umbenannt zu Ehren von William Waldorf Astor (1848–1919), dem Ur-Enkel von John Jacob Astor (1763–1848) dessen Geburtsort Walldorf in der Kurpfalz war. Nach Waldorf/MD wurde am 29. Juli 1908 "Plumb Valley" im Waseca County, Minnesota, in "Waldorf" umbenannt.
In den 1950er und 1960er Jahren erlebte Waldorf einen Aufschwung als Vergnügungszentrum, zu dem viele Washingtoner Bürger Ausflüge unternahmen; so siedelten sich hier zahlreiche Nachtclubs und Glücksspielcasinos an, auch traten hier international bekannte Sänger und Tänzer auf. Heute ist Waldorf vor allem ein regional bedeutender Marktplatz mit vielen Einzelhändlern. Bedeutsam ist vor allem das St. Charles Towne Center.

## Städtepartnerschaften
Waldorf ist seit 2001 Partnerstadt der deutschen Stadt Walldorf.

## Bevölkerung
61 % der Bevölkerung sind Weiße, 32 % afroamerikanischer Herkunft, 3 % Asiaten und 3 % Hispanics. 31 % der Bevölkerung ist unter 18 Jahre alt, 5 % über 65. Das Jahresdurchschnittseinkommen beträgt $24.728 pro Kopf, 4,4 % der Bevölkerung lebt unterhalb der Armutsgrenze.

## Bildung
In Waldorf existieren jeweils etwa zehn private und öffentliche Grundschulen, die größte im Ort ist die John Hanson Middle School mit über tausend Schülern. Daneben gibt es zwei öffentliche Oberschulen (je ca. 1500 Schüler) und eine private Oberschule. Die nächste Volluniversität befindet sich in La Plata (College of Southern Maryland). In Waldorf besteht außerdem noch die Aarons Academy of Beauty. 

## Freizeit und Tourismus
In Waldorf gibt es mehrere Motels und Hotels. Am nördlichen Stadtrand befindet sich der Potomac Ridge Golf Course sowie der Robin Dale Golf Club.

## Persönlichkeiten
Aus Waldorf kommen Joel Ryan Reuben Madden, Benjamin Levi Madden, Otep Shamaya (bürgerlicher Name: Otep Kaleena Lee Agla), Frontfrau und Leiterin der Band OTEP (auch "OT3P"), William Dean Martin und Paul Anthony Thomas von der Band Good Charlotte, sowie die Pop- und R'n'B-Sängerin Christina Milian.